# Susan Polgar
Susan Polgar (sinh ngày 19 tháng 4 năm 1969, tên khai sinh: Polgár Zsuzsanna và thường được gọi là Zsuzsa Polgár) là một kỳ thủ cờ vua Hungary và Mỹ. Polgár là Nhà vô địch cờ vua nữ thế giới từ 1996 đến 1999.
Trong danh sách xếp hạng FIDE tháng 7 năm 1984, ở tuổi 15, Polgar đã trở thành cờ thủ nữ được xếp hạng hàng đầu trên thế giới. Năm 1991, cô trở thành người phụ nữ thứ ba được FIDE trao tặng danh hiệu Grandmaster. Cô đã giành được mười hai huy chương tại Thế vận hội cờ vua nữ (5 vàng, 4 bạc và 3 đồng).
Với tư cách là một huấn luyện viên, nhà văn và nhà quảng bá, Polgar tài trợ cho các giải đấu cờ khác nhau dành cho các cầu thủ trẻ và là người đứng đầu Viện Susan Polgar for Chess Excellence (SPICE) tại Đại học Webster. Cô từng là Chủ tịch (hoặc đồng chủ tịch) của Ủy ban cờ vua phụ nữ từ năm 2008 đến cuối năm 2018.

## Đời tư

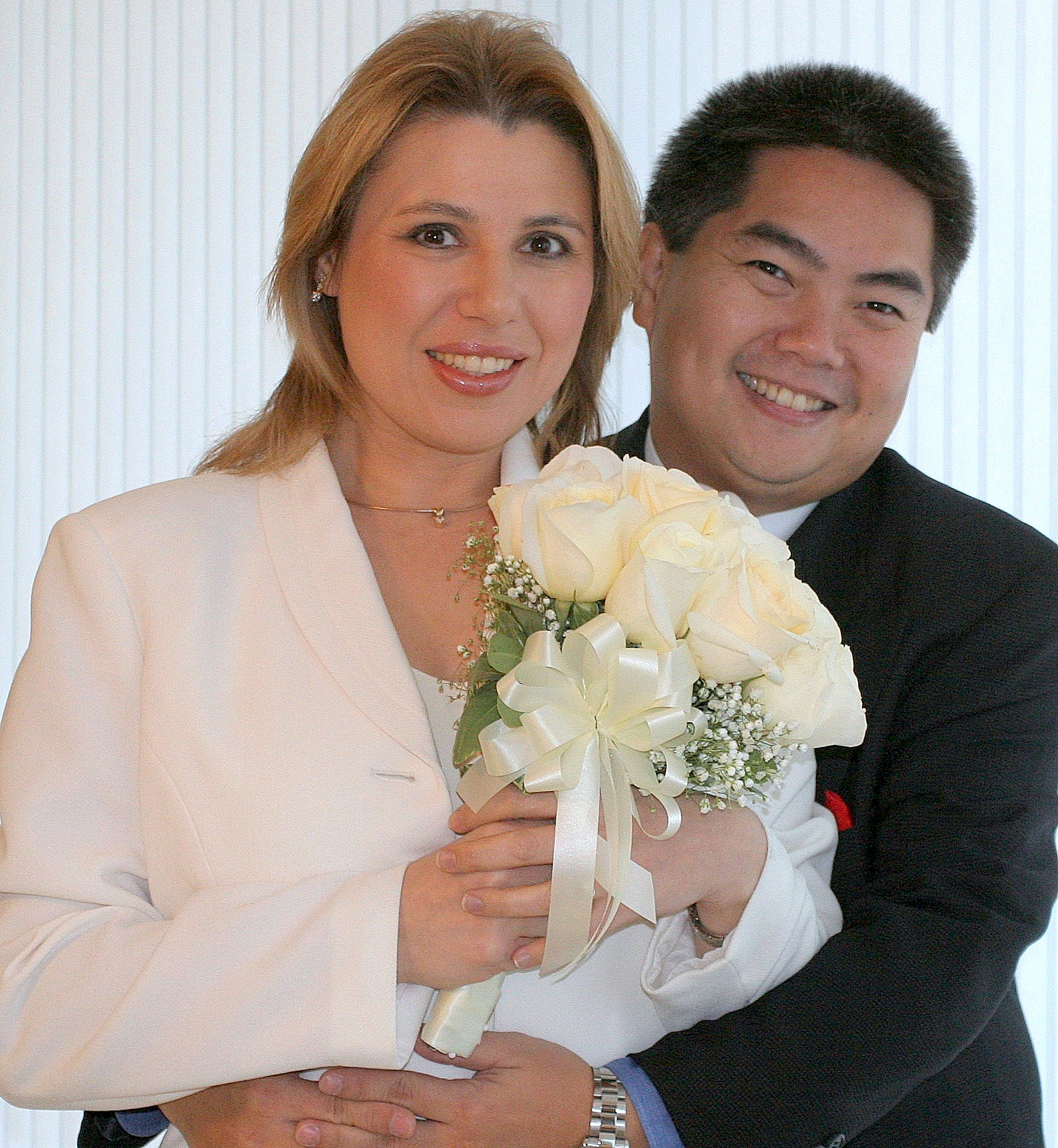
Ảnh cưới Susan Polgar (2006)

Polgar sinh ra và lớn lên tại Budapest, Hungary, trong một gia đình Do Thái gốc Hungary. Năm 1994, Polgar kết hôn với cố vấn máy tính Jacob Shutzman và chuyển đến New York. Họ có hai con trai, Tom (sinh năm 1999) và Leeam (sinh năm 2000). Cô sau đó đã ly hôn. Vào tháng 12 năm 2006, cô kết hôn với người quản lý doanh nghiệp lâu năm và người bạn của mình, Paul Truong. Hiện cô sống ở ngoại ô St. Louis, Missouri.

## Sự nghiệp cờ vua

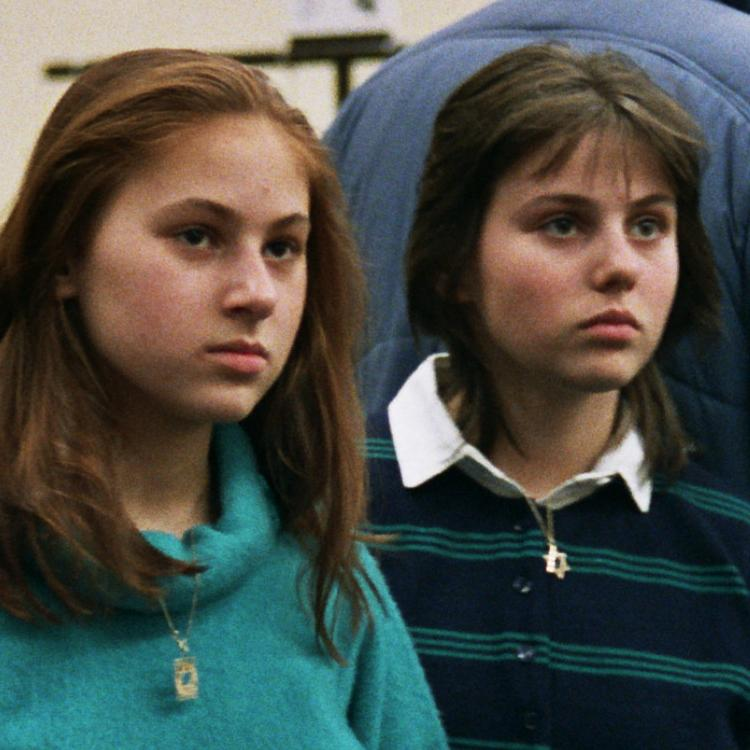
Judit Polgár và Sofia Polgar (1988)

Polgar và hai em gái của cô, Đại kiện tướng Judit và International Master Sofia, là một phần của một thí nghiệm giáo dục được cha của họ László Polgár thực hiện. Laszlo đã tìm cách chứng minh rằng trẻ em có thể đạt được những thành tích đặc biệt nếu được đào tạo trong một chuyên ngành từ khi còn rất nhỏ. "Thiên tài được tạo ra, không phải được sinh ra", là luận điểm của László. Ông và vợ Klara đã giáo dục ba cô con gái của họ ở nhà, với cờ vua là môn chính. Năm 2007, National Geographic đã phát hành một bộ phim tài liệu dài một giờ mang tên "Bộ não xuất sắc của tôi"  với chủ đề chính là Susan (được phát hành lại dưới dạng DVD ở nhiều quốc gia bằng nhiều ngôn ngữ cho đến năm 2010). Người cha cũng dạy ba cô con gái tiếng Esperanto. Hầu hết gia đình cô cuối cùng đã di cư sang Israel, nhưng Susan Polgar chuyển đến New York sau khi kết hôn với một công dân Mỹ vào năm 1994. Các thành viên của gia đình Polgár, đều là người Do Thái, đã thiệt mạng trong Holocaust, và cả hai bà của cô đều là những người sống sót trong trại Auschwitz.
Năm 4 tuổi, Susan Polgar đã giành chiến thắng trong giải cờ vua đầu tiên của mình, Giải vô địch thiếu nữ dưới 11 tuổi của Budapest, với số điểm 10-0. Năm 1981, khi mới 12 tuổi, cô đã giành giải vô địch nữ dưới 16 tuổi. Bất chấp những hạn chế về quyền tự do chơi trong các giải đấu quốc tế, vào tháng 7 năm 1984, ở tuổi 15, Polgar đã trở thành tay cờ nữ được đánh giá cao nhất trên thế giới. Năm 1986, ở tuổi 17, cô suýt đủ điểm vượt qua vòng loại cấp vùng, bước đầu tiên trong chu kỳ vô địch thế giới của nam giới.
Vào tháng 11 năm 1986, FIDE quyết định tặng 100 điểm xếp hạng Elo cho tất cả những người chơi nữ tích cực, ngoại trừ Polgar, và việc này đã đánh bật cô khỏi vị trí hàng đầu trong danh sách xếp hạng FIDE tháng 1 năm 1987. Lý do là xếp hạng phụ nữ của FIDE không tương xứng với xếp hạng của nam giới vì phụ nữ có xu hướng chơi trong các giải đấu chỉ dành cho nữ, Polgar là một ngoại lệ vì cho đến thời điểm đó, cô chủ yếu chơi với các kỳ thủ nam.
Vào tháng 1 năm 1991, Polgar trở thành người phụ nữ thứ ba được FIDE trao danh hiệu Đại kiện tướng, sau Nona Gaprindashvili và Maia Chiburdanidze. Vào năm 1992, Polgar đã giành được cả Giải vô địch thế giới dành cho nữ và Giải vô địch thế giới cờ nhanh dành cho nữ.
Trước năm 1992, Polgar có xu hướng tránh các giải đấu chỉ dành cho nữ. Cô bước vào vòng đua của các ứng cử viên cho Giải vô địch thế giới dành cho nữ năm 1993 và bị loại sau trận đấu cuối cùng của các ứng cử viên với Nana Ioseliani. Trận đấu được rút ra tại bàn cờ và người chiến thắng tiến đến chức vô địch dựa trên rút thăm. Cô đã trở thành Nhà vô địch Thế giới Phụ nữ ở lần thử thứ hai vào năm 1996. Trận bảo vệ danh hiệu của cô chống lại Xie Jun của Trung Quốc đã được lên kế hoạch diễn ra vào năm 1998 nhưng FIDE đã không thể tìm được một nhà tài trợ thỏa đáng. Đầu năm 1999, một trận đấu đã được sắp xếp, nhưng Polgar phản đối các điều kiện đưa ra. Do đó, Polgar đã yêu cầu hoãn lại vì cô đang mang thai và sẽ sinh ra một đứa trẻ, Tom, vào tháng 3 năm 1999. Cô cảm thấy rằng mình không có đủ thời gian để hồi phục, và thứ hai là vì trận đấu sẽ được tổ chức hoàn toàn ở Trung Quốc, quê hương của kỳ thủ thách đấu. Cô cũng muốn có một quỹ giải thưởng lớn hơn phù hợp với ít nhất là mức tối thiểu theo quy định của FIDE tại thời điểm đó (200000 CHF).
Khi Polgar từ chối thi đấu dưới những điều kiện này, FIDE tuyên bố rằng cô đã bỏ chức vô địch, và thay vào đó đã tổ chức một trận đấu tranh chức vô địch giữa Xie Jun và Alisa Galliamova, với người thắng là Xie Jun. Polgar đã đâm đơn kiện tại Tòa án Trọng tài Thể thao ở Lausanne, Thụy Sĩ để được bồi thường bằng tiền và yêu cầu khôi phục danh hiệu của cô. Vào tháng 3 năm 2001, vụ kiện đã được giải quyết, với việc Polgar rút lại các yêu cầu của mình và FIDE đồng ý trả phí luật sư của Polgar với số tiền 25.000 đô la. Vì Xie Jun đã lên ngôi vô địch thế giới cho nữ, FIDE không thể khôi phục danh hiệu cho Polgar. Polgar đã không tham gia vào các chu kỳ Giải vô địch thế giới phụ nữ tiếp theo. 